# Radicanto
I Radicanto sono un gruppo musicale italiano, il cui nome prende vita dall'idea di unire le radici popolari e il canto.
La loro musica è una miscela di folk e canzone d'autore. Alla ricerca musicale e ad un'intensa attività concertistica, i Radicanto uniscono un costante lavoro nell'ambito del teatro, del cinema e della danza.

## Storia
La band nasce a Bari nel 1996 per opera del musicista Giuseppe De Trizio. Nel corso degli anni ha visto avvicendarsi al suo interno numerosi musicisti.
I Radicanto sono formati da Giuseppe De Trizio (chitarre, mandola e mandolino); Maria Giaquinto (canto e recitazione); Adolfo La Volpe (chitarre, oud); Francesco De Palma (batteria, percussioni); Giovanni Chiapparino (fisarmonica.)
Dopo aver pubblicato il primo CD autoprodotto Echi di gente, ottengono subito un grande riscontro di critica e pubblico nella scena della musica popolare italiana e vengono invitati a suonare in alcuni dei maggiori festival di settore. Grazie a questa attività, Paolo Dossena, direttore artistico della CNI (Compagnia Nuove Indye) propone alla band un contratto discografico. Nascono così gli album Terra Arsa (2001), Lettere migranti e La casa delle donne (2003), colonna sonora originale dell'omonimo film diretto da Domenico Mongelli, che supera un milione di visualizzazioni su YouTube.
Nel 2004 partecipano alla colonna sonora dello spettacolo di danza Savor Mediterraneo del coreografo Vittorio Biagi. Dallo stesso anno prendono parte a programmi e format radiofonici e televisivi: Terre da Musica (Rai Due), Stereonotte (Radio Uno), La stanza della musica (Radio Tre), Notturno italiano (Rai International), Tg3 Primo Piano (Rai Tre), Lineablu (Rai Uno).
Nel 2005 viene realizzato con la distribuzione Venus il cd La corsa, il cui singolo Libero, edito dalla Coccodrillo di Teresa De Sio e Maria Laura Giulietti, viene programmato per otto mesi nei programmi di Radio Rai.
Contestualmente il brano Tondo viaggio, tratto da Lettere migranti, diventa colonna sonora del programma RAI di approfondimento del TG3 Primo piano e accompagna le liriche di Andrea Camilleri.
Nel 2006 Radicanto cambia i componenti della formazione musicale e per due anni è costituito dal duo formato da Giuseppe De Trizio e Fabrizio Piepoli, che risultano finalisti al Premio De André 2006 e Premio Musicultura 2007. 
Nasce così, nel 2008, il CD Il mondo alla rovescia , finalista al Premio Tenco.
Nello stesso anno, con il brano Non scappare, prendono parte al progetto discografico Riddim a sud di Teresa De Sio, insieme a Roy Paci, Mau mau, Après La Classe, Ambrogio Sparagna, Agricantus, Raiz, Ginevra Di Marco, Peppe Voltarelli.
Successivamente, per l'attività live, con produzioni di teatro-musica, entra a far parte della band Maria Giaquinto, attrice e cantante barese. Nei mesi successivi i Radicanto rappresentato l'Italia al Festival europeo del cinema in Romania; al Festival dei paesi del Mediterraneo, tenutosi sulle terrazze del Vittoriano di Roma, scelti dal direttore artistico Vincenzo Mollica e, successivamente, al Festival dell'arte russa a Mosca.
Nel contempo nasce e si consolida la collaborazione con Raiz, storica voce degli Almamegretta. Dopo alcuni mesi la band assume l'attuale formazione.
Dal 2009 i Radicanto dirigono la rassegna musicale Di voce in voce presso l‘Auditorium Diocesano La Vallisa di Bari, con il contributo del Comune di Bari e della Regione Puglia.
Nel 2011 viene pubblicato il cd Bellavia, edito dalle Edizioni musicali III Millennio, con distribuzione Edel.
Nel settembre dello stesso anno Raiz e Radicanto si esibiscono ad Alcatraz con Dario Fo. Dello spettacolo viene pubblicato un DVD da Rizzoli.
Nel 2012, col sostegno di Puglia Sounds, esce il cd Casa, realizzato in collaborazione con Raiz a cui fanno seguito due anni di tour nei maggiori festival italiani ed europei. Il CD risulta finalista al Premio Tenco, nonché unico disco italiano presente nella World Music Chart of Europe del mese di settembre 
Nel 2013 è la volta del primo audio-libro prodotto dalla band Le fanciulle di Auschwitz, in collaborazione con Federico Pirro (già direttore del TG 3 Puglia), edito da Grillo Editore.
Nell'estate dello stesso anno i Radicanto sono in tournée in Italia e in Croazia e danno vita con Raiz alla produzione spettacolare La notte della Caballà, insieme al giornalista e scrittore Roberto Saviano, presentato in occasione del Festival della letteratura ebraica di Roma .
Nel mese di ottobre 2013, in occasione della V edizione del festival Di Voce in Voce, viene presentato il cd Voci di frontiera (ed. III Millennio) di Maria Giaquinto, con la produzione artistica Radicanto. Nello stesso periodo insieme a Raiz partecipano alla colonna sonora della fiction in onda su Rai Uno L'oro di Scampia con Beppe Fiorello e Anna Foglietta, per la regia di Marco Pontecorvo.
Nel 2014 i Radicanto pubblicano il nuovo CD "Oltremare", che entra per 4 mesi di fila nella TOP 10 della World Music Charts of Europe.
Nel 2016 viene pubblicato il decimo disco "Memorie di Sale" che celebra il ventennale della band. Il CD viene registrato dopo una entusiasmante campagna di crowdfunding sulla piattaforma Musicraiser.
Dall'estate 2016 i Radicanto entrano nel roster della prestigiosa agenzia di booking Bubba Music (Ex "Cose di Musica").

## Discografia

### Colonne sonore
- 2000 - Mia figlia fa la madonna, di Nino Tropiano (Dun Laoghaire Institute of Art)
- 2002 -  All'alba saliremo il monte, di Vito Giuss Potenza (Colorata Tv)
- 2003 -  La casa delle donne di Domenico Mongelli (Resh Film)
- 2003 -  Dediche di un viandante del sud…il verso del nord, di Romeo Conte (Events Production)
- 2004 -  Il tramite di Stefano Reali (Rai Cinema)

### Album in studio
- 1999 - Echi di Gente (autoproduzione, 1999)
- 2001 - Terra arsa (CNI, 2001)
- 2002 - Lettere migranti (CNI, 2002)
- 2003 - La casa delle donne (colonna sonora) CNI, 2003)
- 2005 - La corsa (CNI/Coccodrillo/Venus, 2005)
- 2008 - Il mondo alla rovescia (III Millennio, con il contributo del Ministero per le attività culturali, Regione Puglia, Provincia e Comune di Bari, 2008)
- 2011 - Bellavia (III Millennio/Edel, 2011)
- 2012 - Casa (con Raiz) (Arealive/Edel, e con il sostegno di Puglia Sounds – “PO FESR PUGLIA 2007/2013 ASSE IV”, 2012)
- 2014 - Oltremare (Arealive/C.N.I. e con il sostegno di Puglia Sounds – “PO FESR PUGLIA 2007/2013 ASSE IV”, 2014)
- 2016 - Memorie di sale (Arealive/ICompany e con il sostegno di Puglia Sounds – “PO FESR PUGLIA 2007/2013 ASSE IV”, 2016)
- 2018 - Neshama(con Raiz) (Arealive/ICompany, e con il sostegno di Puglia Sounds – “PO FESR PUGLIA  ASSE IV”, 2018)
- 2019 - Le Indie di Quaggiù (ospite Raiz[8]) (Arealive/ICompany e con il sostegno di Puglia Sounds - FSC 2014 -2020)

## Audiolibri
- Le fanciulle di Auschwitz, Radicanto & Federico Pirro, 2013 (Il Grillo Editore)